# Giro di Lombardia 1933
Il Giro di Lombardia 1933, ventinovesima edizione della corsa, si svolse il 15 ottobre 1933 su un percorso di 230,2 km con partenza e arrivo a Milano. Fu vinto dall'italiano Domenico Piemontesi, giunto al traguardo con il tempo di 7h02'44" alla media di 32,673 km/h precedendo i connazionali Luigi Barral e Pietro Rimoldi. Conclusero la prova 61 dei 106 ciclisti al via.

## Percorso
Partita da via Farini a Milano, nella prima parte la prova attraversò nell'ordine Cusano Milanino, Desio (km 15), Arosio (km 25), Canzo, Asso (km 45,2), Onno, Bellagio con la salita alla Madonna del Ghisallo, Magreglio, di nuovo Asso e Canzo, Erba (km 88,5), Como (km 102,6), San Fermo della Battaglia, Olgiate Comasco e Malnate (km 124). Transitò quindi nell'ordine da Viggiù, Porto Ceresio, Ponte Tresa (km 150,6) con la salita verso Marchirolo, Grantola (km 163), Rancio con la salita verso Brinzio, Varese (km 180,4), Lozza, Tradate, Mozzate e Saronno. La prova si concluse all'Arena Civica.

## Ordine d'arrivo (Top 10)
| Pos. | Corridore           | Squadra | Tempo    |
| ---- | ------------------- | ------- | -------- |
| 1    | Domenico Piemontesi | Gloria  | 7h02'44" |
| 2    | Luigi Barral        | Olympia | s.t.     |
| 3    | Pietro Rimoldi      | Bianchi | a 6'00"  |
| 4    | Nino Sella          | Olympia | s.t.     |
| 5    | Bernardo Rogora     | Gloria  | a 6'20"  |
| 6    | Mario Cipriani      | Ganna   | s.t.     |
| 7    | Giovanni Cazzulani  | Gloria  | s.t.     |
| 8    | Giovanni Firpo      | Gloria  | s.t.     |
| 9    | Giuseppe Graglia    | Dei     | a 11'00" |
| 10   | Renato Scorticati   | -       | s.t.     |